# Lašva (Zenica, BiH)
Lašva je naseljeno mjesto u gradu Zenici, Federacija Bosne i Hercegovine, BiH.

## Geoprometni položaj
Naselje je smješteno na rijeci Bosni, nizvodno od ušća Lašve. U blizini se nalazi Lašvanska petlja, važno cestovno čvorište. Petlja se nalazi na križanju magistralne ceste M17 na koridoru Vc i magistralne ceste M5 Lašva – Travnik koju će zamijeniti planirana brza cesta Jajce – Travnik – Lašva.
Lašva je u prošlosti bila i željezničko čvorište, a i danas se u naselju nalazi željeznička postaja na pruzi Bosanski Šamac – Sarajevo.

## Stanovništvo
Nacionalni sastav stanovništva 1991. godine, bio je sljedeći:
ukupno: 693
- Muslimani - 404
- Srbi - 127
- Hrvati - 115
- Jugoslaveni - 30
- ostali, neopredijeljeni i nepoznato - 7

### 2013.
Nacionalni sastav stanovništva 2013. godine, bio je sljedeći:
ukupno: 438
- Bošnjaci - 425
- Srbi - 3
- Hrvati - 1
- ostali, neopredijeljeni i nepoznato - 9